# Irish Ice Hockey League
Il Campionato irlandese di hockey su ghiaccio, noto con il nome ufficiale di Irish Ice Hockey League è una manifestazione dilettantistica di hockey su ghiaccio organizzata dalla Irish Ice Hockey Association. La fondazione ufficiale avviene nel 2007, sebbene già dagli anni ottanta si organizzassero campionati amatoriali .

## Storia
In seguito alla costruzione del Dundalk Ice Dome ed al successo del Mondiale di hockey su ghiaccio Divisione 3 tenutosi a Dundalk nell'aprile 2007, la Irish Ice Hockey Association annunciò la creazione di una lega irlandese di hockey. Tutte le cinque squadre che ne fanno parte giocano le loro partite al Dundalk Ice Dome. I primi vincitori del campionato sono stati i Dundalk Bulls che sconfissero i Dublin Rams 6-3.
Prima della nascita di questa lega l'unica squadra irlandese erano i Belfast Giants della Elite Ice Hockey League britannica. Molti giocatori irlandesi fino a quel momento avevano dovuto espatriare per cercare fortuna.

## Squadre

### Squadre attuali
- Junior Belfast Giants
- Dublin Rams
- Dundalk Bulls
- Flyers IHC
- Latvian Hawks Rappresentanti la comunità lettone di Dublino
- Dublin Wolves

### Squadre del passato
- Belfast City Bruins
- Dublin Flyers (est. 1987) Vincitori della Recreational Scottish Cup 1997
- Dublin Druids
- Dublin Stags (est. 1982)
- Dundonald Redwings
- The Halifax Hockey Club

## Vincitori della Irish League
- 2007-2008 - Dundalk Bulls
- 2008-2009 - Latvian Hawks
- 2009-2010 - Charlestown Chiefs